# Turdus unicolor
El zorzal unicolor (Turdus unicolor) es una especie de ave paseriforme de la familia de los túrdidos. Es común en los bosques abiertos en el Himalaya, y migra estacionalmente en la India peninsular.
Los machos pequeños tienen un color gris azulado uniforme, el dorso y el vientre blanquecinos. Las hembras y las aves jóvenes tienen partes superiores más marrón.
Las poblaciones migran hacia el sur de la India en el invierno. Son omnívoros, comen una amplia variedad de insectos, lombrices de tierra y bayas. Anidan en arbustos. No forman bandadas.